# 아나니
아나니(이탈리아어: Anagni)는 이탈리아 라치오주 프로시노네도에 위치한 코무네다.

## 역사

### 선사시대와 고대시대
최근에 발견된 몇몇 선사시대의 수공예품에 따르면 처음으로 인간이 이곳에 정착한것은 7만년보다 더 이상 거슬러 올라가지만, 반면에 사료들(리비우스, 베르길리우스, 세르비우스, 실리우스 이탈리쿠스)에서는 로마 영향권에 있는 도시로 단 한번 언급된다. 일부 뼈로 만든 물건과 부싯돌 그리고 또한 호모 에렉투스의 것에 속하는 두 개의 어금니와 앞니가 폰타나라누초에서 발견됐다.

### 중세
이곳은 교황 보니파키우스 8세가 태어난 곳이자 그가 필리프 4세에 의해 감금된 곳이다.

## 자매 도시
- 프랑스 릴쉬르라소르그
- 폴란드 그니에즈노